# Bubnów (przystanek kolejowy)
Bubnów (ukr. Бубнів, ros. Бубнов) – przystanek kolejowy w pobliżu miejscowości Bubnów, w rejonie włodzimierskim, w obwodzie wołyńskim, na Ukrainie. Leży na linii Lwów – Sapieżanka – Kowel. 
Dawniej stacja kolejowa. Istniała przed II wojną światową. W późniejszym okresie rozebrano dodatkowe tory i stacja została zdegradowana do roli przystanku kolejowego.